# Parafia św. Małgorzaty w Bytomiu
Parafia św. Małgorzaty w Bytomiu – parafia metropolii katowickiej, diecezji gliwickiej, dekanatu bytom-miechowice Kościoła katolickiego obrządku łacińskiego. Pierwsza parafia w okolicy Bytomia, jedna z najstarszych parafii w Polsce. Wydzielono z niej parafię Wniebowzięcia Najświętszej Maryi Panny w Bytomiu
 oraz parafię Świętych Apostołów Piotra i Pawła w Kamieniu. Parafię prowadzą księża werbiści.